# Аполо (мост)
Вижте пояснителната страница за други значения на Аполо.
„Аполо“ (на словашки: Most Apollo) е мост над река Дунав в Братислава, Словакия.
Строежът му започва през 2000 г. Открит е на 5 септември 2005 г. Наименуван е на нефтената рафинерия, която се е намирала по левия бряг на реката през Втората световна война. Дължината му е 854 m, а широчината – 32 m.
„Аполо“ е 5-ият мост над Дунав в Братислава, което спомага за нормализирането на междуградското двиение към и от столицата на страната.